# Verkehrsstörung
Verkehrsstörung ist der Oberbegriff für jegliche Betriebsstörung im Verkehrsfluss bzw. Verkehrsablauf.
Im Straßenverkehr bezieht sich das nicht nur auf den Verkehrsstau, verursacht durch einen Verkehrsunfall oder eine Arbeitsstelle, sondern auch auf Demonstrationen oder eine technische Störung der Verkehrstelematik bzw. stockenden Verkehr oder zähfließenden Verkehr; des Weiteren Streiks im Flugverkehr genauso wie im Bahnverkehr bzw. Schiffsverkehr.